# Лот (Библия)
Лот (иврит: לוֹט – Lōṭ, „воал“ или „покривало“; гръцки: Λώτ – Lṓt; арабски: لُوط – Lūṭ) е библейски персонаж син на Аран (брат на Авраам) и внук на Тара. Забележителни събития в живота му включват пътуването му с чичо му Авраам и бягството му от разрушаването на Содом и Гомора, по време на което съпругата на Лот става солен стълб, а Лот е напит от дъщерите му, така че те да може да има деца с него.
Лот и Авраам
Когато Авраам, Тара и Сара напуснали Ур Халдейски за да отидат в Харан, Лот ги придружил. Лот последвал Авраам, когато Господ му казал да отиде в Ханаан. Не след дълго време Авраам, Сара и Лот били принудени да заминат за Египет поради глад в Ханаан. Когато гладът свършил, те се върнали отново в Ханаан
Лот, подобно на чичо си, бил придобил много притежания, овце, волове и палатки, но полята не били достатъчно големи, за да живеят с Авраам, карайки пастирите си да карат се помежду си. За да избегне кавги помежду им, Авраам казал на Лот да избере района, където иска да се установи. Лот като предимство избира най-плодородната равнина на река Йордан. Изборът му обаче го доближил до района на грешните жители на Содом.
Войната на царете и пленяването на Лот
В дните на Сенаарския цар Амарфал, Еласарският цар Ариох, Еламският цар Ходологомор и Гоимският цар Тидал, тия царе отворили война против Содомския цар Вера, Гоморския цар Верса, Адманския цар Сенав, Цевоимския цар Симовор и царя на Вала, (която е Сигор).
В последвалата война първите четири царе победили вторите пет. Победителите ограбили Содом и Гомор и взели всички хранителни запаси. Лот бил взет в плен, заедно със семейството си и всичко, което му принадлежало.
Авраам спасява Лот
Слуга на Лот избягал и съобщил за всичко това на Авраам. Когато Авраам чул, че племенникът му е взет в плен, той взел 318 от своите служители и преследвал четиримата царе.
През нощта той разделил хората си на малки групи, нападнал враговете и ги победил. Той ги преследвал до района на север от Дамаск и взел обратно цялата им плячка. Лот заедно със семейството му и всичките му вещи били освободени.
Лот в Содом
Една нощ два ангела пристигнали в Содом. Лот ги приютил, грижел се за тях и им приготвял вечеря. Но преди да заспят, мъжете от Содом обградили къщата. Цялото мъжко население на града било там, млади и стари. И те извикали на Лот, казвайки: „Къде са те? Изведете ги, нека ги познаем!“ Тогава Лот ги помолил, казвайки: „Не им причинявайте зло. Да, имам две дъщери, които не са срещали мъж. Аз ще ви ги доведа, а вие им правете това, което ви харесва. Само не правете нищо на тези хора, защото те са ми гости и дойдоха да защитят къщата ми“. Но те извикали: „Махайте се оттам!“ И те казали помежду си: „Дошъл е непознат и иска да ни съди!“ „Сега ще направим по-лошо на теб, отколкото на тях.“ И натискайки Лот със сила, те се опитали да разбият вратата му.
Тогава двамата ангели казали на Лот: „Вземете жена си, зет си, синовете и дъщерите си и когото имаш в града, и напуснете, защото ние ще унищожим това място. Викът Господен е голям срещу жителите на региона и Господ ни изпрати да унищожим Содом.“ Докато ги извеждали, един ангел казал на Лот: „Иди и не се обръщай назад и не заставай никъде в цялата област. Бягайте, за да се спасите в планината, за да не бъдете унищожени.“.
Тогава Господ изпратил жупел и огън от небето в Содом и Гомор. Тези градове и техните жители, както и цялата околност и нейната растителност били унищожени. Но съпругата на Лот игнорирала предупреждението на ангела и погледнала назад, за да види какво се случва и веднага се превърна в солен стълб.
Лот и дъщерите му
След разрушаването на градовете Лот се страхувал да остане дълго време в Сигор, затова се установил да живее в планината в една пещера с двете си дъщери. Там един ден дъщерите му, след като го напили, спали с него и имали деца.
И по-старата родила син и го наименувала Моав; той е и до днес отец на моавците. Родила и по-младата син и го наименувала Бен-ами; той е и до днес отец на амонците.
В Исляма
Лут (арабски: لُوط – Lūṭ) в Корана се счита за същия като Лот в еврейската Библия (с малко изкривена версия). Той се смята за пратеник на Бог и Божи пророк.
В ислямската традиция Лут живеел в Ур и бил племенник на Ибрахим (Авраам). Той мигрира с Ибрахим в Ханаан и е назначен като пророк в градовете Содом и Гомор. Неговата история се използва като справка от мюсюлманите, за да демонстрира неодобрението на Бог от хомосексуалността. Аллах му е заповядал да отиде в земята Содом и Гомора, за да проповядва монотеизъм и да ги спре от похотливите и насилствени действия. Посланията на Лут били игнорирани от жителите, което довело до унищожението на Содом и Гомор. Въпреки че Лут напуснал града, съпругата му е помолена да бъде изоставена от ангели, поради което умира по време на разрушението. Коранът определя Лот като пророк и смята, че всички пророци са били примери за морална и духовна справедливост. Коранът не включва истории за пиянството и / или кръвосмешението на Лот. Всички мюсюлмани отхвърлят историята за пророк Лот, който прави секс с дъщерите си.